# Torneio de Montreux de 1980
O Torneio de Montreux de 1980 foi a 48.ª edição do Torneio de Montreux.

## Resultados
|   | Equipa            | Pts | J | V | E | D | GM | GS | DG  |
| - | ----------------- | --- | - | - | - | - | -- | -- | --- |
| 1 | Espanha           | 12  | 7 | 6 | 0 | 1 | 30 | 13 | 17  |
| 2 | Argentina         | 11  | 7 | 5 | 1 | 1 | 31 | 15 | 16  |
| 3 | Holanda           | 10  | 7 | 5 | 0 | 2 | 25 | 19 | 6   |
| 4 | Portugal          | 8   | 7 | 4 | 0 | 3 | 32 | 17 | 15  |
| 5 | França            | 4   | 7 | 1 | 2 | 4 | 17 | 33 | -16 |
| 6 | Montreux HC       | 4   | 7 | 1 | 2 | 4 | 13 | 31 | -18 |
| 7 | Alemanha          | 4   | 7 | 1 | 2 | 4 | 13 | 19 | -6  |
| 8 | Itália (juniores) | 3   | 7 | 1 | 1 | 5 | 22 | 37 | -15 |

|                   | Suíça b | França | Itália | Alemanha | Países Baixos | Portugal | Argentina | Espanha |
| ----------------- | ------- | ------ | ------ | -------- | ------------- | -------- | --------- | ------- |
| Montreux HC       |         |        |        |          |               |          |           |         |
| França            | 4-4     |        |        |          |               |          |           |         |
| Itália (juniores) | 2-4     | 5-5    |        |          |               |          |           |         |
| Alemanha          | 2-2     | 1-4    | 4-6    |          |               |          |           |         |
| Holanda           | 0-5     | 5-3    | 3-2    | 3-1      |               |          |           |         |
| Portugal          | 8-0     | 4-0    | 11-4   | 0-2      | 1-2           |          |           |         |
| Argentina         | 4-1     | 4-2    | 8-0    | 2-2      | 8-5           | 5-3      |           |         |
| Espanha           | 6-3     | 6-1    | 6-1    | 2-1      | 4-2           | 4-5      | 2-0       |         |

## Classificação final
| Lugar | Seleção           |
| ----- | ----------------- |
|       | Espanha           |
|       | Argentina         |
|       | Holanda           |
| 4     | Portugal          |
| 5     | França            |
| 6     | Montreux HC       |
| 7     | Alemanha          |
| 8     | Itália (juniores) |

| Torneio Montreux 1980 |
| --------------------- |
| Espanha               |
| ESPANHA 10.º          |